# Naya o La Chapetona
Naya o La Chapetona es una novela escrita por el sacerdote ecuatoriano Manuel Belisario Moreno y publicada en el año 1900. 
Narra la historia de una hermosa joven mestiza en la antigua Zamora de los Alcaides que dedicó su vida a la ayuda y servicio de los más necesitados.